# Ternivka, Novoarhanhelsk
Ternivka (în ucraineană Тернівка) este o comună în raionul Novoarhanhelsk, regiunea Kirovohrad, Ucraina, formată numai din satul de reședință.

## Demografie
Componența lingvistică a comunei Ternivka
     Ucraineană (98,17%)
     Rusă (1,73%)
     Alte limbi (0,1%)
Conform recensământului din 2001, majoritatea populației comunei Ternivka era vorbitoare de ucraineană (98,17%), existând în minoritate și vorbitori de rusă (1,73%).